# Petrivske, Sînelnîkove
Petrivske (în ucraineană Петрівське) este un sat în comuna Novooleksandrivka din raionul Sînelnîkove, regiunea Dnipropetrovsk, Ucraina.

## Demografie
Componența lingvistică a localității Petrivske
     Ucraineană (93,55%)
     Maghiară (3,23%)
     Rusă (3,23%)
Conform recensământului din 2001, majoritatea populației localității Petrivske era vorbitoare de ucraineană (93,55%), existând în minoritate și vorbitori de rusă (3,23%) și maghiară (3,23%).